# Dantya benthedi
Dantya benthedi är en kräftdjursart. Dantya benthedi ingår i släktet Dantya och familjen Sarsiellidae. Inga underarter finns listade i Catalogue of Life.